# Hirtodrosophila longialata
Hirtodrosophila longialata är en tvåvingeart som först beskrevs av Hajimu Takada och Momma 1975.  Hirtodrosophila longialata ingår i släktet Hirtodrosophila och familjen daggflugor. Inga underarter finns listade i Catalogue of Life.